# خوسيه غونزاليس (لاعب كرة قدم)
خوسيه غونزاليس (بالإسبانية: José González)‏ (و. 1991  م) هو لاعب كرة قدم، من بنما، ولد في كولون (بنما)، يلعب كلاعب وسط.

## روابط خارجية
- خوسيه غونزاليس على موقع قاعدة بيانات كرة القدم.إي يو (الإنجليزية)
- خوسيه غونزاليس على موقع ناشيونال فوتبول تيمز (الإنجليزية)
- خوسيه غونزاليس على موقع Soccerway.com (الإنجليزية)
- خوسيه غونزاليس على موقع AS.com (الإسبانية)